# Laubenheim

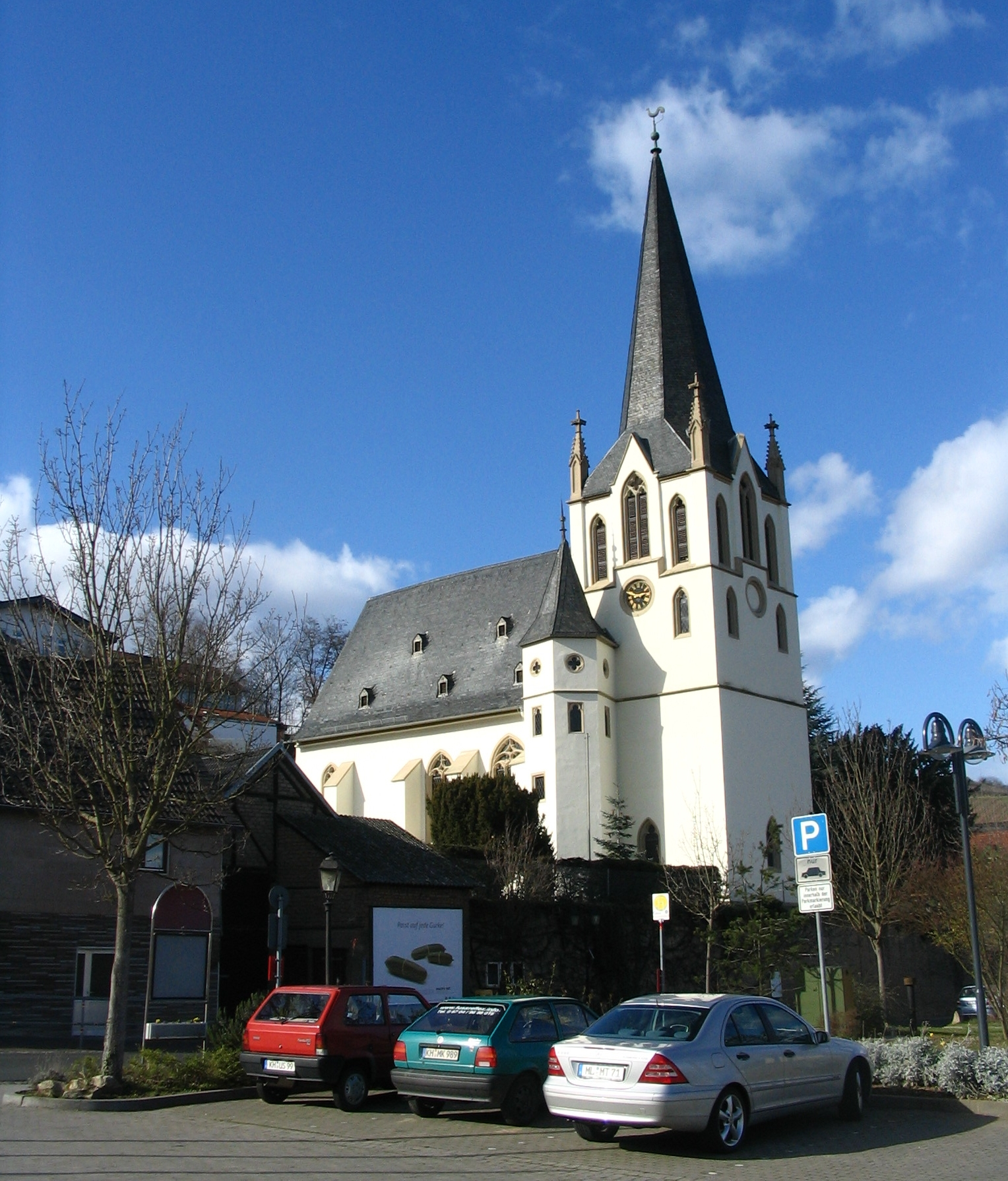
Kirche im Ortskern von Laubenheim

Laubenheim ist eine Ortsgemeinde im Landkreis Bad Kreuznach in Rheinland-Pfalz. Sie gehört der Verbandsgemeinde Langenlonsheim-Stromberg an.

## Geographische Lage
Laubenheim liegt an der Nahe kurz vor deren Einmündung in den Rhein. Im Süden befindet sich Bad Kreuznach, im Norden Bingen am Rhein.

## Geschichte
Die Herausgeber des "Lorscher Kodex", eines im 12. Jahrhundert angelegten Güterverzeichnisses des Reichsklosters an der Bergstraße, beziehen alle sechs Erwähnungen dort (777-1100, nicht 829) wegen der mitgenannten Orte im Mainzer Umkreis auf den Mainzer Stadtteil Laubenheim. Der in den Regesten der Erzbischöfe von Mainz für das Jahr 1316 genannte Ort, nun im Besitz der Herren von Hohenfels, kann wegen eines Zeugen aus Bingen auf Laubenheim (Nahe) bezogen werden (Regesta Imperii Regg. EB Mainz, 1,1,1843). Während der Zeit der Stammesherzogtümer gehörte der Ort zum Herzogtum Franken.

## Politik

### Bürgermeister
Ortsbürgermeisterin ist Barbara Sand (parteilos). Bei der Kommunalwahl am 26. Mai 2019 setzte sie sich gegen den bisherigen Amtsinhaber Frank Brendel (CDU) durch. Sie wurde im Juni 2024 wiedergewählt.

### Wappen
Der Löwe im Wappen erinnert an die frühere Zugehörigkeit zur Kurpfalz. Die Trauben verweisen auf den für Laubenheim traditionell wichtigen Weinanbau.

## Wirtschaft und Infrastruktur

### Weinbau
Laubenheim gehört zum „Weinbaubereich Nahetal“ im Anbaugebiet Nahe. Im Ort sind 13 Weinbaubetriebe tätig, die bestockte Rebfläche beträgt 114 Hektar. Etwa 76 % des angebauten Weins sind Weißweinrebsorten (Stand 2007). Im Jahre 1979 waren noch 30 Betriebe tätig, die damalige Rebfläche von 80 Hektar war deutlich geringer.

### Verkehr
Durch Laubenheim führt die Bundesstraße 48, im Norden verläuft die Bundesautobahn 61. Im Ort gibt es einen Haltepunkt der Bahnstrecke Bingen–Saarbrücken.